# История почты и почтовых марок Дальневосточной республики
Исто́рия по́чты и почто́вых ма́рок Дальневосто́чной респу́блики охватывает организацию почтовой связи в Дальневосточной республике (ДВР), буферном государственном образовании на территории между Байкалом и Тихим океаном, в период его существования с 6 апреля 1920 года по 15 ноября 1922 года. В 1920—1923 годах на территории ДВР выпускались собственные почтовые марки.

## Развитие почты

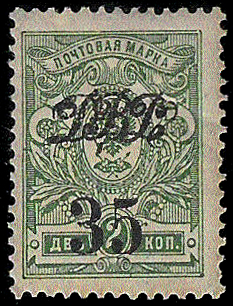
Почтовая марка ДВР. Надпечатка на марке Омского правительства (Владивосток, 1920)

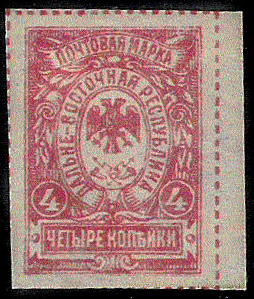
Почтовая марка ДВР (Владивосток, 1921)

История почты ДВР ограничивается коротким периодом начиная с 6 апреля 1920 года, когда республика была провозглашена Учредительным съездом трудящихся Прибайкалья. Главным городом республики с октября 1920 года стала Чита. Фактически же действовало два центра — Чита и Владивосток. В этих же центрах для почтовых нужд республики осуществлялся выпуск почтовых марок. 15 ноября 1922 года ДВР вошла в состав РСФСР, однако выпуски собственных марок на территории продолжались и после воссоединения вплоть до 1923 года.

## Выпуски почтовых марок

### ДВР
В ноябре 1920 года во Владивостоке для Приморской области были выпущены марки с литографской надпечаткой чёрной краской аббревиатуры «ДВР» на марках Российской империи 17-го, 20-го, 21-го и 22-го выпусков, сберегательных марках России и марках Омского правительства. На некоторых марках помимо аббревиатуры была надпечатана новая цифра стоимости между двумя буквами «к».
В июле 1921 года во Владивостоке была выпущена серия из четырёх марок оригинальных рисунков. На марках изображён герб Временного правительства России с надписью над ним «Дальне-Восточная Республика». Под гербом помещена эмблема ведомства почт и телеграфов. Марки одноцветные, отпечатаны литографским способом на бумаге с меловой сеткой, без зубцов.
В декабре 1921 года в Чите была выпущена серия из 10 марок оригинального рисунка для использования на всей территории республики номиналом от 1 до 50 копеек. На марках изображён герб Дальневосточной республики в венке с пятилучевой звездой над ним. Шесть марок серии выполнены в одном цвете, четыре — в двух цветах. Они были отпечатаны литографским способом на белой бумаге в Государственной типографии ДВР.

#### Цельные вещи

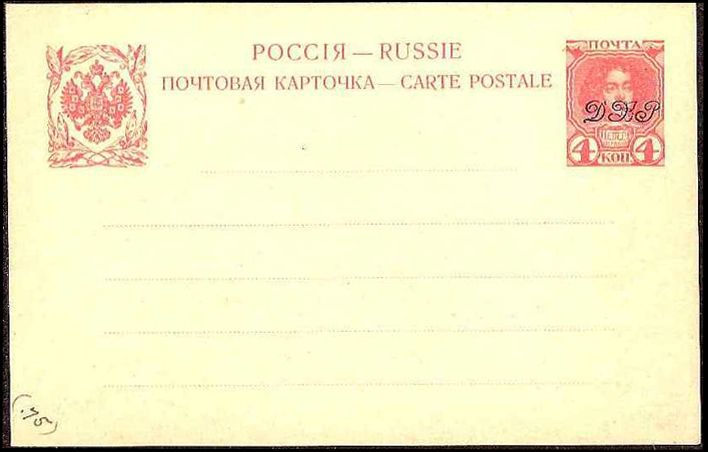
Почтовая карточка ДВР (надпечатка на почтовой карточке Российской империи, 1919)

В 1919—1920 годах во Владивостоке был осуществлён выпуск цельных вещей ДВР путём надпечатки на цельных вещах Российской империи букв «ДВР». Так как надпечатки делались вручную по одной, использовались разные шрифты. Надпечатки были сделаны на открытках Российской империи номиналами в 3 и 4 копейки (с портретом Петра I), на открытке, выпущенной Временным правительством номиналом в 5 копеек, на двойной открытке с оплаченным ответом, на бандеролях номиналами в 1 и 2 копейки. Надпечатка производилась в типографии Госбанка. Встречаются перевёрнутые, сдвинутые, двойные надпечатки.

### Дальоблревком
После воссоединения ДВР с РСФСР выпуски марок на территории бывшей республики осуществлял Дальневосточный областной революционный комитет. 7 ноября 1922 года, по инициативе ревкома, были выпущены юбилейные марки, посвящённые пятилетию Октябрьской революции. На марках ДВР (владивостокский выпуск) была сделана типографская надпечатка красной краской в три строки юбилейной даты «1917 7.XI.1922».
В 1923 году, в связи с различием в валютах ДВР и РСФСР, были выпущены стандартные марки. На марках РСФСР четвёртого (третьего) стандартного выпуска была сделана литографская надпечатка чёрной и красной краской в три строки аббревиатуры «Д. В.» (Дальний Восток), цифры стоимости (1, 2, 5 и 10) между словами «коп.» и слова «золотом». Эти марки находились в обращении на территории Дальневосточной области до 1924 года, после чего в обращение поступили марки СССР.
29 июля 1923 года для однодневной воздушной почты на линии Владивосток — Никольск-Уссурийский (ныне Уссурийск) и Владивосток — Спасск-Приморский (ныне Спасск-Дальний) были выпущены марки дополнительного тарифа воздушной почты. На марках Российской империи 17-го, 20-го и 21-го выпусков и марках Омского правительства была сделана литографская надпечатка красной краской силуэта самолёта-биплана и надписи в три строки «Владивосток 1923 20 коп.». На почтовых отправлениях эти марки крайне редки.
В том же 1923 году Дальневосточный отдел Уполномоченного по филателии и бонам выпустил 5 служебных марок контрольного сбора для заграничного филателистического обмена. На марках Российской империи 17-го, 18-го и 21-го выпусков была сделана литографская надпечатка чёрной краской звезды и текста на русском или английском языках: «1923 Для корреспонденции филателиста» или «For hunger starved 1923 Корреспонденция филателиста». Вскоре они были изъяты по распоряжению центральной организации.
| Выпуски Дальневосточного облревкома (1922—1923)                     | Выпуски Дальневосточного облревкома (1922—1923)                                | Выпуски Дальневосточного облревкома (1922—1923)                                             |
| ------------------------------------------------------------------- | ------------------------------------------------------------------------------ | ------------------------------------------------------------------------------------------- |
|                                                                     |                                                                                |                                                                                             |
| 1923: почтовая марка; надпечатка на марке РСФСР 4-го (3-го) выпуска | 1923: авиапочтовая марка; надпечатка на марке Российской империи 17-го выпуска | 1923: марка контрольного сбора Дальневосточного отдела Уполномоченного по филателии и бонам |

### Благовещенский выпуск
В конце 1920 года Народно-революционный комитет в городе Благовещенске, осуществляющий управление Амурской областью, занятой красными партизанскими отрядами, выпустил серию из пяти марок с оригинальным рисунком. Беззубцовые марки с цветным пунктиром были отпечатаны литографским способом. На марках по кругу надпись: «Амурская областная почтовая марка», под ней два скрещенных почтовых рожка. Выпуск марок был вызван тем обстоятельством, что в этот период район Благовещенска был полностью отрезан от остальной территории ДВР. Выпуск предназначался только для использования на территории Амурской области. Тем не менее известны почтовые отправления, посланные и за её пределы. Марки были изъяты из обращения в 1921 году, после выпуска марок ДВР для всей республики.
На пятирублёвых листах часть клише были перевёрнуты, поэтому образовались вертикальные и горизонтальные тет-беши. Внизу тридцатирублёвого листа была напечатана горизонтальная полоса из 25 марок, которая также содержит тет-беши. При отсылке марок в Москву полосы были отрезаны, но сохранился полный тридцатирублёвый лист, прошедший почту, который является подлинником.
Остатки выпуска, найденные после окончания гражданской войны, были отосланы в Москву и аннулированы в целых листах особыми штемпелями чёрного цвета, без надписей, состоящими из косых, перекрещивающихся толстых линий, параллельных линий (30 рублей), или же перечёркнутых горизонтально цветными карандашами, чёрными, синими, красными или зелёными.
| Почтовые марки народно-революционного комитета Благовещенска (1920) | Почтовые марки народно-революционного комитета Благовещенска (1920) |
| ------------------------------------------------------------------- | ------------------------------------------------------------------- |
|                                                                     |                                                                     |
| Марки с аннулирующим гашением цветными карандашами                  |                                                                     |